# Allium goekyigitii
Allium goekyigitii là một loài thực vật có hoa trong họ Amaryllidaceae. Loài này được Ekim, H.Duman & Güner mô tả khoa học đầu tiên năm 1999.